# Liste des intendants de la généralité d'Alençon
La Généralité d'Alençon est la circonscription des intendants du comté du Perche, leur siège est Alençon, créée en mai 1636 par Louis XIII.
Les intendants de police, justice et finances sont créés en 1635 par un édit de Louis XIII, à la demande de Richelieu pour mieux contrôler l'administration locale.

## Liste des intendants de la généralité d'Alençon
| Date                         | Nom |
| ---------------------------- | --- |
| 1635                         | Scipion Marc de La Ferté (1590-1651) seigneur de La Ferté, de la Salle-Canonville, de Rozay, Saint-Léger, du Mesnil, de Reseu, de Thibermesnil frère de Émery Marc de La Ferté, évêque du Mans conseiller au parlement de Rouen en 1619, président au présidial de Rouen en 1622, lieutenant-général de Rouen en 1623, maître des Requêtes en 1633, puis intendant de Tours en 1638, enfin conseiller d'État en 1644 |
| 1638 - 1644                  | Pierre Thiersaut seigneur de Conches conseiller au Grand Conseil en 1620, maître des Requêtes. Il arriva à Alençon le 22 décembre 1636 où il fut nommé intendant par lettres-patentes du 19 août 1638. |
| 1644 - 1666                  | Jacques Favier du Boulay seigneur du Boulay il est destitué, comme la plupart des intendants par la déclaration royale du 13 juillet 1648. Il est rétabli peu après. Il est nommé en 1659 intendant à Caen |
| 1666 - septembre 1671        | Benoît Hector de Marle ( -1694) seigneur de Versigny Il est nommé ensuite intendant d'Auvergne (1672-1682) |
| 1671 - 1675                  | Michel Colbert (1615-1694) fils d'Oudart Colbert (1590-1633) et d'Anne Sevin, neveu de Jean-Baptiste Colbert (1602-1663), seigneur de Saint-Pouange et de Villacerf, frère de Marguerite Colbert (1619-1704) qui a été mariée à Vincent Hotman de Fontenay, intendant des finances (1666-1683) conseiller au parlement, maître des Requêtes Il doit quitter l'intendance à la suite d'un désaccord avec la duchesse de Guise |
| septembre 1675 - 1676        | Philippe Dreux |
| décembre 1676 - 1677         | Claude Méliand (1634- 8 février 1695) seigneur de Bréviande maître des requêtes en 1673, intendant de Caen en 1678, intendant de Rouen en 1682 |
| février 1677 - décembre 1682 | Antoine Barillon de Morangis ( -18 mai 1686) sieur de Louans et de Montigny Maître des requêtes ordinaire de l'Hôtel du roi le 12 mai 1672, et intendant de Metz (1674-1677), puis intendant de Caen en 1682 et intendant d'Orléans, le 7 mars 1686 jusqu'à sa mort |
| 1683 - 1689                  | Michel-André Jubert de Bouville (1645-1720) marquis de Bizy maître des requêtes en 1674 et intendant de Limoges en 1676, intendant de Moulins en 1678, puis maître des requêtes honoraire en 1687 et de nouveau intendant de Limoges en 1689, intendant d'Orléans (1694-1709), conseiller d'État en 1709 |
| 1689 - 1701                  | Jean-Baptiste de Pommereu (ou Pomereu) ( -13 février 1732) seigneur de la Bretèche, marquis de Riceys conseiller au Parlement de Paris en 1678, maître des Requêtes en 1685, puis intendant de Champagne, conseiller d’État |
| 1702 - 1704                  | Anne Pinon vicomte de Quincy maître des Requêtes, intendant de Pau en 1697. Il est ensuite intendant de Poitiers en 1704, puis intendant de Bourgogne (1705-1710) |
| 1704 - 1706                  | Nicolas Prosper Bauyn d'Angervilliers intendant de Grenoble, intendant de Paris puis ministre de la guerre en 1726 |
| 1706 - 1708                  | Pierre Hector Le Guerchois ( -1740) seigneur de Sainte-Colombe il arrive à Alençon le 22 août 1705, nommé en juillet 1708 intendant de Franche-Comté en 1709, puis conseiller d'État en juillet 1717 |
| 1708 - 1713                  | Louis-Guillaume Jubert de Bouville (1673-20 mai 1741) marquis de Bizy, fils de Michel André Jubert de Bouville, intendant d'Alençon en 1683 intendant d'Orléans, puis conseiller d'État |
| 1714 - 1715                  | Paul Esprit Feydeau de Brou (17 mai 1682-3 août 1767) seigneur de Brou, Prunelay, la Villeneuve et autres lieux. Conseiller au parlement de Paris, maître des Requêtes de l'Hôtel du roi, nommé à l'intendance d'Alençon le 29 septembre 1713, puis intendant de Bretagne en 1716, conseiller en tous ses conseils d'État et privé par lettres du 11 décembre 1725, puis intendant de Justice, Police et Finances, Fortifications et vivres en la généralité de Strasbourg le 14 août 1728 jusqu'en 1742, intendant de l'armée d'Alsace, sous le maréchal duc de Berwick, le 15 septembre 1733, intendant de l'armée du Rhin le 1er avril 1734 sous le même maréchal, puis sous le maréchal de Coigny le 1er mai 1735, nommé intendant de Paris le 13 octobre 1742 jusqu'en 1744, conseiller au Conseil royal des Finances le 20 novembre 1744, conseiller au Conseil des Dépêches le 13 octobre 1751, garde des sceaux de France le 27 septembre 1762, fonctions dont il se démit le 9 octobre 1763. |
| 1715 - 1718                  | Étienne Hyacinthe Antoine Foullé (1er septembre 1678-avril 1736) marquis de Martangis, petit-fils d'Étienne Foullé, intendant avocat général aux requêtes de l'Hôtel, maître des requêtes ordinaire de l'Hôtel du roi le 14 janvier 1701, auparavant intendant de Bourges avant de passer à l'intendance d'Alençon en novembre 1715 |
| 1718 - 1720                  | Jacques Barberie de Courteille ( -17 avril 1731) marquis de Courteille maître des Requêtes, nommé à l'intendance d'Alençon, puis intendant de Bourges en 1720 |
| 1720 - 1726                  | Michel Gervais Robert de Pommereu (ou Pomereu) marquis de Ricey, fils de Jean-Baptiste de Pommereu il est nommé intendant à Alençon en juin 1720, intendant de Tours en 1726, puis intendant d'Auch en 1731 |
| 1726 - 1766                  | Louis François Lallemant de Levignen ( -26 février 1767) comte de Levignen, seigneur d'Ormoy, Maqueline et de Betz, conseiller du roi en ses conseils, maître des requêtes ordinaire de son Hôtel, nommé intendant d'Alençon le 25 août 1726. Il est mort à Alençon |
| 1766 - 1790                  | Antoine Jean-Baptiste Alexandre Jullien |